# 蘇哲仁
蘇哲仁（Che-Jen Su）は、輔仁大学（台湾）民生学院　教授 　Ph.D.（台北大学） 
- フルブライト奨学生
- 漢陽大学校　客員教授
- 京都大学名誉教授森下正明研究記念財団　主席研究員[2]
- 和歌山大学フェロー

Visiting Scholar
- The University of Burgundy (Dijon, France）
- The Korea Culture Institute
- The City University of Hong Kong

審査員
- ART&TUR